# قاعدة بيانات غملين
قاعدة بيانات جميلين (بالإنجليزية: Gmelin database)‏ هي قاعدة بيانات كبيرة تحتوي على معلومات لمركبات عضوية فلزية ولاعضوية. تحدث قاعدة البيانات 4 مرات في السنة.
تستند قاعدة البيانات على كتاب ألماني يحمل عنوان: Gmelins Handbuch der anorganischen Chemie أي كتاب جميلين للكيمياء اللاعضوية والذي نشره ليوبولد جميلين أول مرة عام 1817، بينما كانت آخر طبعة منه في تسعينات القرن العشرين وكانت الثامنة.
تحتوي قاعدة البيانات على معلومات حول كل مركب وتفاعل كيميائي اكتشف بين عامي 1772 و 1995 والتي وصلت إلى 1500000 مركب وحوالي 1300000 تفاعل مختلف وأكثر من 85000 عنوانا وكلمة دالة وخلاصة، وتغطي قاعدة البيانات أكثر من 800 مجالا في موضوعات مختلفة من الكهرباء والمغناطسية والحرارة والبلورة والفسلجة.
ترعى إلزيفير قاعدة البيانات وتقدمها مع قاعدة بيانات بايلشتاين المختصة بالكيمياء العضوية تحت اسم ريكسيس (بالإنجليزية: Reaxys)‏.